# Colegio Primitivo y Nacional de San Nicolás de Hidalgo
El Colegio Primitivo y Nacional de San Nicolás de Hidalgo  es una escuela mexicana de nivel medio superior localizada en Morelia, Michoacán. Es la institución sobre la cual se fundó el 15 de octubre de 1917 la Universidad Michoacana de San Nicolás de Hidalgo. No debe confundírsele con esta última ya que ambas instituciones, aunque fuertemente entrelazadas, tienen trayectorias independientes. Fue fundada en 1540 por Vasco de Quiroga como parte de las obras que impulsó como primer obispo de Michoacán. Esta institución formó a varios de los personajes de la historia de México como Miguel Hidalgo y Costilla, José María Morelos e Ignacio López Rayón. Es el único colegio fundado en los primeros años de la colonización española en América que sobrevive hasta nuestros días

## Origen del nombre
El primer nombre que tuvo la institución fue Primitivo Colegio de San Nicolás Obispo. El calificativo de primitivo deriva de que es uno de los primeros que se fundaron en lo que hoy es México. San Nicolás Obispo deriva del santo patrono del pueblo español Madrigal de las Altas Torres donde nació y fue bautizado Quiroga
Al poco tiempo se añade a su nombre el calificativo Real por aceptar el Rey de España el patronazgo del Colegio. Conservaría este nombre hasta 1847 cuando es reabierto como una institución laica como Colegio Primitivo y Nacional de San Nicolás de Hidalgo. Por su importancia en el desarrollo de la historia de México se le impone el calificativo de Nacional. Por respeto a la obra de Quiroga se le conserva el nombre "San Nicolás" y se le añade "de Hidalgo" en honor a unos de sus más ilustres egresados, Miguel Hidalgo.
Cuando en 1917 se funda la Universidad Michoacana en su entorno hereda parte de su nombre a la joven institución universitaria michoacana.
A los egresados y personas que comulgan con los valores, tradición y legado del Colegio de San Nicolás, y por extensión de la Universidad de la que es corazón y alma, se les conoce como nicolaitas o nicolaítas.

## Historia

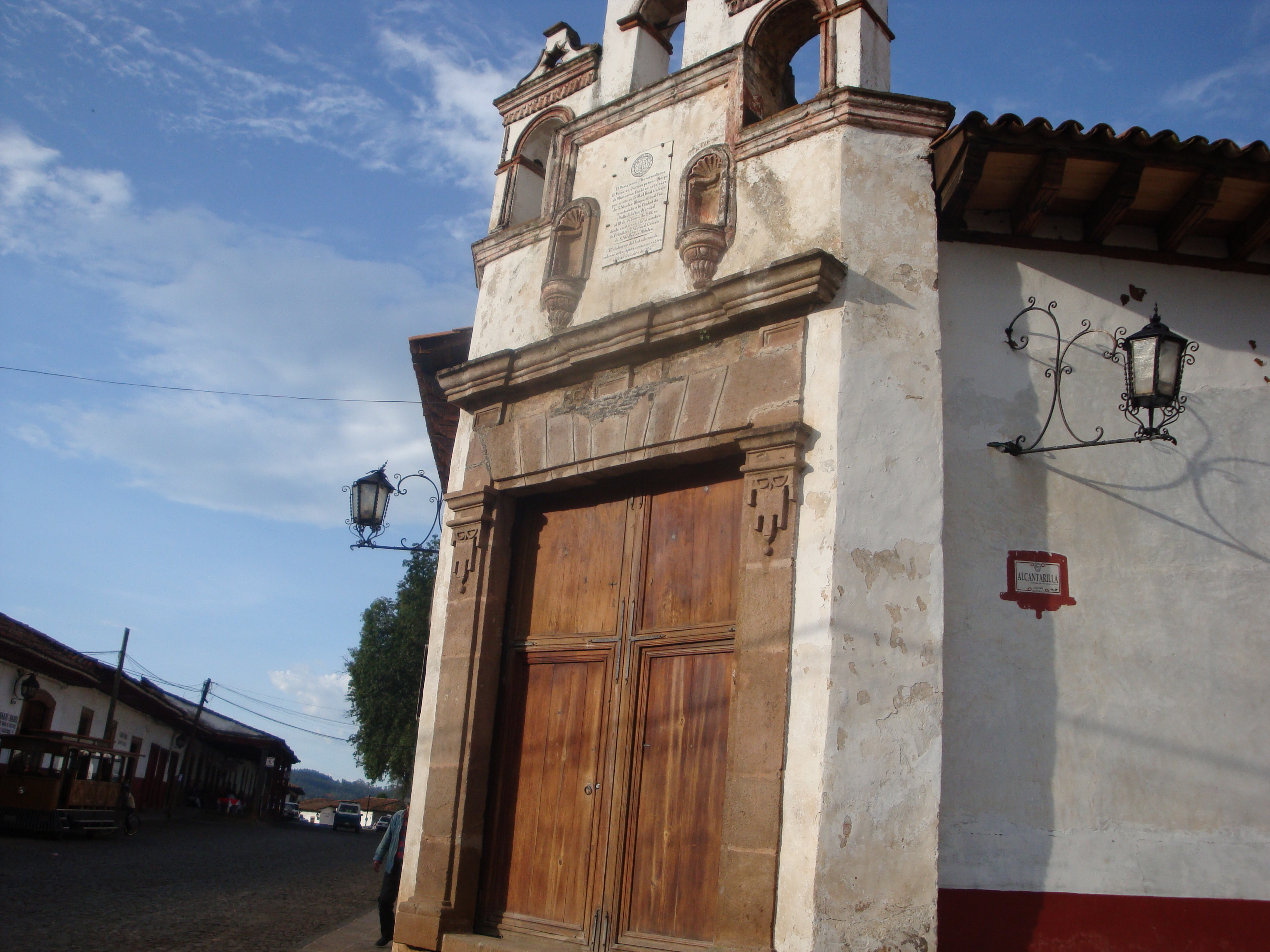
Antiguo Primitivo y Real Colegio de San Nicolás Obispo en la ciudad de Pátzcuaro

### Primeros años
Cuando Vasco de Quiroga llega a Michoacán como primer Obispo decide emprender varias acciones. Entre ellas fue la de fundar en Pátzcuaro el Primitivo Colegio de San Nicolás Obispo como un medio para hacerse de lenguas en el año de 1540. Sin embargo, algunos estudiosos señalan que para tomar su puesto tuvo que presentarse en Tzintzuntzan, considerada la primera capital que tuvo el obispado. Ahí el 6 de agosto de 1538 Vasco de Quiroga asumió sus funciones como Obispo y da instrucciones para fundar un hospital colegio que a la postre sería el Colegio de San Nicolás y resuelve el traslado de la sede catedralicia a Pátzcuaro por considerar a esta como un mejor emplazamiento para asentar los poderes civiles y eclesiásticos el día siguiente.
En Pátzcuaro el Colegio de San Nicolás se estableció en el predio que hoy ocupa el Museo de Artes e Industrias Populares. Ahí se formaron las primeras lenguas o personas conocedoras de lenguas indígenas con el fin de evangelizar las tierras recién conquistadas. El Colegio recibió como alumnos a los hijos de los indígenas que ayudaron a la construcción del edificio. Así mismo, Vasco de Quiroga dispuso que los propios profesores votaran como un cuerpo colegiado para elegir al Rector.
Vasco de Quiroga defendió con mucho ahínco la jerarquía de Pátzcuaro como capital del Obispado así como su obras en beneficio de la sociedad como lo fue el Colegio de San Nicolás. Preocupado por el destino del Colegio, Quiroga consigue que el Rey Carlos I de España sea el Patrono de la institución mediante cédula real del 1 de mayo de 1543. No obstante, el Rey no ejercería su patronazgo directamente, lo haría a través del cabildo catedralicio por lo que el Colegio añadió a su nombre el título de Real y uniría así su devenir al de la Catedral de Michoacán.

### Cambio de sede a la Ciudad de Valladolid, hoy Morelia, Michoacán
Con la muerte de Quiroga en 1565 pasan a propiedad del Colegio algunas propiedades de su fundador así como su casa y biblioteca. Con la llegada de los jesuitas a Pátzcuaro en 1573 comienza la relación de esta orden con el Colegio mediante la impartición de algunas cátedras por parte de los miembros de la compañía a los estudiantes. En 1580 los pobladores de la joven Valladolid (hoy Morelia) consiguen el traslado de la capital de Pátzcuaro a su ciudad. De esta manera el Primitivo y Real Colegio de San Nicolás Obispo se traslada junto a la Catedral Michoacana a su nueva sede. En Valladolid ya existía el Colegio de San Miguel por lo que las autoridades resuelven su fusión con este, pero conservando el nombre del Colegio de San Nicolás. El Colegio pasa sus siguientes siglos formando a los bachilleres del obispado consiguiendo también gran reconocimiento. Es en estos años que el Colegio viviría sus mejores años.

### Independencia
El Colegio de San Nicolás consiguió sobrevivir sin mayores convulsiones hasta el final del Virreinato de Nueva España. Sin embargo, la Expulsión de los jesuitas, la llegada de los libros ilustrados de contrabando y las consecuencias de las Reformas borbónicas en Nueva España habían conseguido hacer eco en los estudiantes y profesores del Colegio. Entre ellos estaban Miguel Hidalgo y Costilla, José María Morelos, entre otros personajes que participaron activamente en los primeros movimientos por la Independencia de México.
Las autoridades virreinales acuerdan clausurar el Colegio en 1811 tras concluir que la institución formó a los cuadros que se rebelaron ante la autoridad. El edificio tuvo diversos usos durante su primer clausura ocasionando casi su ruina total al final de la guerra independentista.

### sigloXIX
Tras la consumación de la Independencia, hubo varios intentos en Morelia por reabrir el Colegio de San Nicolás. Sin embargo, no es sino hasta 1847 que se consigue la reapertura gracias a los oficios de Melchor Ocampo. Éste seculariza la institución renombrándola como actualmente se le conoce. Aunque es una institución laica se determinó conservar en su nombre el apelativo "San Nicolás" por respeto a su fundador del siglo XVI y se le añade "de Hidalgo" al definirse a Miguel Hidalgo y Costilla como hijo pródigo del Colegio.
Durante el Segundo Imperio Mexicano el Colegio es nuevamente clausurado en el año de 1863. Es en 1867 que se reabre, pero con una situación de deterioro avanzado del edificio sede. Era imposible ocuparlo nuevamente, por lo que el Colegio tuvo que cambiar de sede en lo que se concretó la restauración del edificio. Éste pasó de ser de estilo barroco con arcos invertidos en sus cornisas superiores a uno neoclásico. Las obras de reconstrucción se prolongaron de 1868 a 1883

### Porfiriato y fundación de la Universidad Nicolaita
Los primeros años del siglo XX tomaron al Colegio de San Nicolás en medio del gobierno de Porfirio Díaz. La convulsión producida por su prolongado y férreo gobierno desencadenaron la Revolución mexicana que tuvo estragos en Michoacán. A finales de la revolución Pascual Ortiz Rubio toma posesión como Gobernador de Michoacán. Entre sus decretos estuvo el de fundar el 15 de octubre de 1917 a la Universidad Michoacana de San Nicolás de Hidalgo como la primera universidad autónoma de México y Latinoamérica. Para ello dispuso que alrededor del Colegio de San Nicolás se aglutinarían varias dependencias educativas del Estado de Michoacán. Incluso en los primeros años de funcionamiento de la Universidad, todos sus alumnos se inscribían en el Colegio de San Nicolás y el escudo de éste fue el de la Universidad hasta que en 1924 el rector Ignacio Chávez Sánchez determina uno distinto.

### SiglosXXyXXI
La consolidación del Estado Mexicano en el siglo XX se tradujo en varios movimientos estudiantiles nicolaitas. Entre estos destacan los alzamientos de 1949 en que alumnos del Colegio de San Nicolás y la Universidad Nicolaita protestaron por el bajo apoyo económico que tenía la educación en el Estado. También los de 1963 y 1966 en que la Universidad fue acusada de comunista por autoridades locales y producto de esta ocasionó el sitio del Colegio de San Nicolás por parte de la fuerza pública y una parte conservadora de la sociedad civil moreliana.
En 1930 por gestiones del Presidente Ortiz Rubio y siendo encargado del asunto el Dr. Atl se declaró Monumento Nacional. No obstante, este título es meramente meritorio
Hoy en día, el Colegio de San Nicolás es una escuela preparatoria donde los estudiantes pueden optar por el grado de bachiller en ciencias histórico-sociales, ingeniería y arquitectura, ciencias químico-biológicas o económico-administrativas en un periodo de seis semestres, de conformidad con el plan de estudios aprobado por el H. Consejo Universitario en 1992.

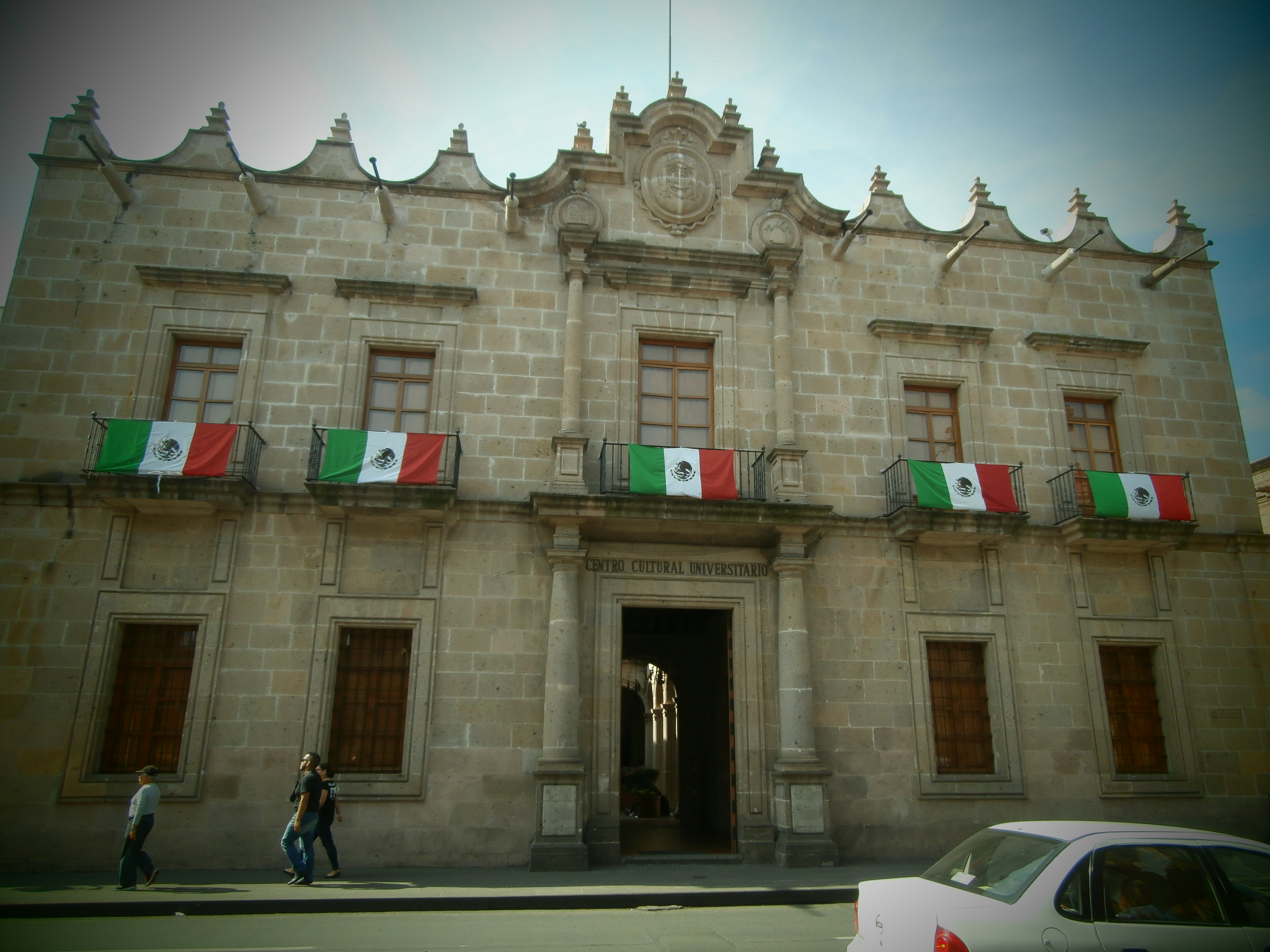
El Centro Cultural Universitario de la Universidad Nicolaita reproduce a grandes rasgos el aspecto que tuvo el Colegio de San Nicolás desde el hasta mediados del.

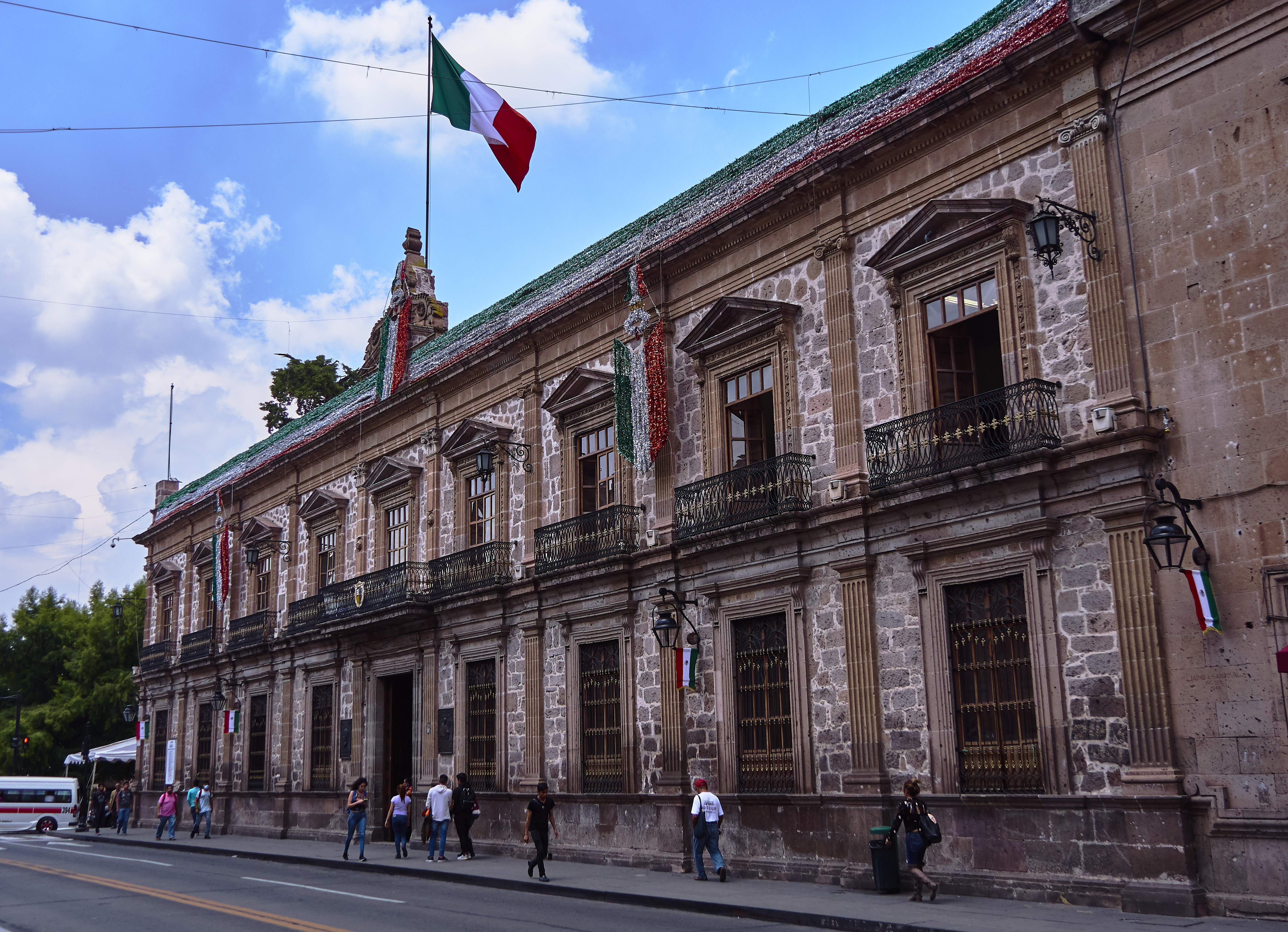
Fachada principal del Colegio de San Nicolás visto desde la Avenida Madero Poniente.

## Arquitectura
El edificio que ocupa hoy el Colegio de San Nicolás se encuentra en la Avenida Madero Poniente en la ciudad de Morelia, a medio camino entre el Ex Convento de los Jesuitas y la Catedral. 
En sus inicios en el siglo XVI tuvo una arquitectura de estilo barroco. De este aspecto se tienen pocos registros gráficos. Entre sus características principales se tienen sus muros simples y los arcos invertidos de las cornisas del techo superior. Debido al deterioro que tuvo el edificio virreinal por haberse usado para fines tales como caballeriza, cuartel militar y cárcel, el edificio debió ser remodelado profundamente en la segunda mitad del siglo XIX.
Acabándose la mayoría de los trabajo en 1883, el Colegio adoptó un aspecto neoclásico muy acorde a la nueva fisonomía que adquirió Morelia en esos años. El edificio cuenta con cuatro patios. El primero de ellos es el principal y es al que se tiene acceso desde la puerta principal. Esta rodeado por siete arcos y un corredor por cada lado; estos dan acceso a aulas, oficinas y a la Regencia. En el centro del primer patio se puede ver una escultura de Miguel Hidalgo donada por Porfirio Díaz al Colegio en el Centenario de la Independencia de México. El segundo patio se encuentra al fondo del primero y está rodeado de dos corredores de siete columnas y otros dos de cuatro; estos corredores también dan acceso a aulas, laboratorios y sanitarios. Este segundo patio es una explanada al contrario del primero que también es jardín y se usa para actos públicos del Colegio o de la Universidad Michoacana. El tercer patio está en el costado surponiente del edificio y da acceso a la calle de Melchor Ocampo. El cuarto patio tiene dos arcos en un lado y tres del otro y sirve sólo a la Escuela Secundaria Popular "José Martí". No hay mayor comunicación entre la Secundaria Popular y el Colegio más que por un ventanal a un costado del laboratorio de biología
Entre el primer y segundo patios se encuentran el Auditorio conocido como Aula Mater, en la planta baja, y la Biblioteca, en la planta alta. El Colegio cuenta con dos escaleras de rampa en los costados norponiente y nororiente del primer patio y otra más monumental que está entre los patios primero y segundo. Hay una tercera escalera de rampa en la sección ocupada por la Secundaria Popular. 
En la parte superior y central de la fachada se encuentra un frontispicio en el que el licenciado Prudencio Dorantes mandó grabar como lema del Colegio la frase agustiniana "Tolle, Lege" que significa "toma y lee".
Aunque el aspecto del Colegio conjuga varios elementos de distintos estilos arquitectónicos se ha llegado a la convención de considerarlo neoclásico ecléctico. El material principal con el que construyó el edificio es cantera rosada. Cuenta además con varios elementos de herrería en barandales, ventanales y enrrejados. Así mismo, tiene en su estructura 3,042 vigas de madera
Para uso de la comunidad del Colegio cuenta con los siguientes espacios:
- Regencia
- ViceRegencia, Secretaría Académica y Secretaría Administrativa
- Sala de profesores
- Sala-museo "Melchor Ocampo"
- Biblioteca
- Aula Mater
- 21 aulas
- Laboratorio de biología
- Laboratorio de química
- Laboratorio de cómputo
- Laboratorio de física
- Control Escolar
- Servicio de orientación vocacional y psicológica
- Consejo Estudiantil Nicolaita
- Mantenimiento
- Bodega y almacén
- Intendencia
- 3 núcleos de sanitarios, dos para alumnos y uno para profesores

## Profesores y alumnos destacados

### Profesores
- Antonio Huitziméngari
- Miguel Hidalgo y Costilla
- Onofre Calvo Pintado
- José Santos Degollado
- Juan Manuel González Urueña
- Miguel Silva Macías
- José María Manzo
- Antonio Florentino Mercado
- Melchor Ocampo Manzo
- Luis González Gutiérrez
- Julián Bonavit Pérez
- Josué Torres Manzo
- María Zambrano
- Ludwig Renn
- Ramón Martínez Ocaranza

### Alumnos
- José María Morelos y Pavón
- Ignacio López Rayón
- José Sixto Verduzco
- José Sotero Castañeda
- Francisco Argandar
- Isaac Arriaga Ledesma
- Carlos López Padierna
- Pascual Ortiz Rubio
- Miguel Silva González
- Cayetano Andrade
- Ignacio Chávez Sánchez

## Lista de rectores y regentes

### Rectores nicolaitas durante la época virreinal[11]
| Rector                              | Periodo |
| ----------------------------------- | ------- |
| Garci Rodríguez Pardo               | -       |
| Francisco de la Cerda               | -       |
| Francisco Beteta                    | -       |
| Juan Fernández de León              | 1566    |
| Juan Curiel                         | 1573    |
| Vicente Gallaga Mandarte            | 1575    |
| Melchor Hernández Duarte            | 1582    |
| Miguel de Torres                    | 1582    |
| Diego de Marquina Contreras         | 1608    |
| Alonso Verduzco                     | 1618    |
| Pedro de Alvisso Maldonado          | 1638    |
| Miguel de Ysassy                    | 1652    |
| Gregorio Sánchez Caballero          | 1675    |
| Alonso de Llano y Estrada           | 1682    |
| Antonio de Messa                    | 1687    |
| Pedro Martínez Escobar              | 1691    |
| José Brambila y Arriaga             | 1708    |
| Tomás Martínez de Hinojosa y Flores | 1715    |
| José Brambila y Arriaga             | 1717    |
| Matheo Méndez Vasconcelos           | 1720    |
| Juan Manuel de Villegas             | 1730    |
| Ignacio Pardo                       | 1736    |
| Agustín de Aguera                   | 1755    |
| Juan José Ortega                    | 1757    |
| Juan Joseph Moreno                  | 1766    |
| Blas de Echeandia                   | 1767    |
| Ricardo José Gutiérrez Coronel      | 1775    |
| José Antonio Gutiérrez              | 1773    |
| José Antonio Villaseñor             | 1775    |
| Blas de Echeandia                   | 1778    |
| José Joaquín Hidalgo y Costilla     | 1782    |
| Blas de Echeandia                   | 1784    |
| Manuel Salado y Navarrete           | 1787    |
| Mariano Escandón y Llera            | 1790    |
| Miguel Hidalgo y Costilla           | 1791    |
| Manuel Iturriagsa                   | 1796    |
| Juan de Dios Gutiérrez              | 1800    |
| José Sixto Berdusco                 | 1802    |
| Miguel Alday                        | 1810    |

### Regentes del Colegio Primitivo y Nacional de San Nicolás de Hidalgo del periodo 1847-Actualidad
| Regente                     | Periodo                      |
| --------------------------- | ---------------------------- |
| Onofre Calvo Pintado        | 1847-1849                    |
| Antonio Rabia               | 1849-1850                    |
| José María Orozco           | 1850-1852                    |
| Santos Degollado            | 1852-1853                    |
| Antonio González            | 1853-1854                    |
| Antonio Morán               | 1855-1856                    |
| Onofre Calvo Pintado        | 1856-1858                    |
| Gerónimo Elizondo           | 1858-1859                    |
| Justo Mendoza               | 1859-1860                    |
| Gerónimo Elizondo           | 1860                         |
| Juan G. Ureña               | 1860-1861                    |
| Bruno Patiño                | 1861                         |
| Rafael Carrillo             | 1867                         |
| Pascual Ortiz               | 1869-1879                    |
| Jacobo Ramírez              | 1880-1886                    |
| Pascual Ortiz               | 1886-1898                    |
| Luis González Gutiérrez     | 1895-1898                    |
| Francisco Pérez Gil         | 1989-1912                    |
| Salvador Cortés Rubio       | 1912-1914                    |
| Manuel Ibarrola             | 1914-1917                    |
| Manuel Martínez Solórzao    | 1917-1918                    |
| Enrique Cortés              | 1919                         |
| Salvador Franco López       | 1924                         |
| Jesús Díaz Barriga          | 1924                         |
| Porfirio García de León     | 1925-1928                    |
| Alberto Coria Barajas       | 1929                         |
| Rafael García de León       | 1931                         |
| Luis G. Alcérreca           | 1932                         |
| José Gallegos del Río       | 1933                         |
| Rafael C. Haro              | 1934                         |
| Alberto Cano                | 1936                         |
| José Cortés Marín           | 1937                         |
| Antonio Arriaga Ochoa       | 1938                         |
| Esteban Figueroa Ojeda      | 1939                         |
| Julián Sierra Gómez         | 1940-1942                    |
| Adalberto Caballero         | 1943                         |
| Gustavo Ávalos Guzmán       | 1944                         |
| Francisco R. Romero         | 1945                         |
| Ponciano Tenorio Montes     | 1945                         |
| Salvador Gómez              | 1946                         |
| Jesús Aguilar Ferreira      | 1946                         |
| Guillermo Morales Osorio    | 1947-1949                    |
| Alberto Lozano Vázquez      | 1949                         |
| Carlos García de León       | 1950                         |
| Alfonso Guzmán Carreón      | 1951                         |
| Guillermo Corona            | 1951                         |
| Roberto Reyes Quiróz        | 1951-1952                    |
| Luis M. Campos              | 1952                         |
| Jesús Aguilar Ferreira      | 1953-1956                    |
| Ángel Baltazar Barajas      | 1956-1958                    |
| Jesús Castillo Janacua      | 1956-1958                    |
| Brígido Ayala García        | 1959-1960                    |
| Octavio Ortiz Melgarejo     | 1961                         |
| Ignacio Alcalá Delgado      | 1963                         |
| Manuel Cázarez Ramírez      | 1963-1967                    |
| Bismarck Rodríguez García   | 1967                         |
| Manuel Cázarez              | 1967-1969                    |
| Enrique González Vázquez    | 1969                         |
| Luis Olguín Arteaga         | 1970-1972                    |
| Martín Tavira Urióstegui    | 1972                         |
| Roberto Rico Pantoja        | 1973-1976                    |
| Moisés García López         | 1977-1980                    |
| Cuauhtémoc Olmedo Ortiz     | 1981-1983                    |
| Evodio Romero Rodríguez     | 1983-1986                    |
| Gloria Aguilar Villalón     | 1987-1991                    |
| Ramiro Arredondo Mejía      | 1991-1995                    |
| Francisco Maldonado Ávila   | 1995-1999                    |
| J. Armando Aguilar Méndez   | 1999-2003                    |
| Agustín Andaya Espinoza     | 2004-2007                    |
| Pablo Vázquez Escobedo      | 2007-2010                    |
| Pablo Vázquez Escobedo      | 2010-2014                    |
| Aldo Ulises Olmedo Castillo | 2014-2018                    |
| Miguel Ángeles Hernández    | 2018-2022                    |
| Janeth Morales Cortés       | 2022-Actualmente en el cargo |

## Visitantes renombrados
- Pablo Neruda. Visitó el Colegio de San Nicolás el 17 de mayo de 1943 al recibir el grado Honoris Causa por la Universidad Nicolaita[12]